# Iğdırspor

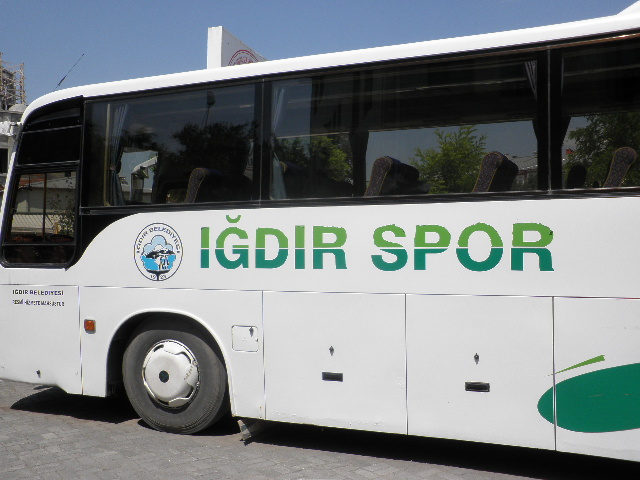
Mannschaftsbus von Iğdırspor

Iğdırspor ist ein türkischer Fußballverein aus der Stadt Iğdır. Er spielt in den Farben Grün und Weiß. Er wurde im Jahre 1952 in Iğdır als Sportverein gegründet.

## Ligazugehörigkeit
- 2. Liga: 2001–2004
- 3. Liga: 1990–1991, 1997–2001, 2004–2007